# Arrondissement de Spolète
L'arrondissement de Spolète est une ancienne subdivision administrative française du département du Trasimène créée le 15 février 1809 dans le cadre de la nouvelle organisation administrative mise en place par Napoléon Ier en Italie et supprimée le 11 avril 1814, après la chute de l'Empire.

## Composition
L'arrondissement de Spolète comprenait les cantons de Arquata del Tronto, Cassia, Norcia, Spolète (deux cantons), Terni et Visso.